# Passeig de Colom
|  | Aquest article tracta sobre el vial de la ciutat de Barcelona. Si cerqueu la pintura de Picasso, vegeu «El Passeig de Colom». |

El Passeig de Colom és un carrer al districte de Ciutat Vella de Barcelona. S'inicia com a continuació del passeig d'Isabel II a la plaça de Correus i finalitza a la plaça del Portal de la Pau, on es troba el monument a Colom. Aquest passeig precedeix la línia de la costa amb el Moll de la Fusta i paral·lel al seu traçat i parcialment soterrada hi passa la Ronda Litoral.

## Història

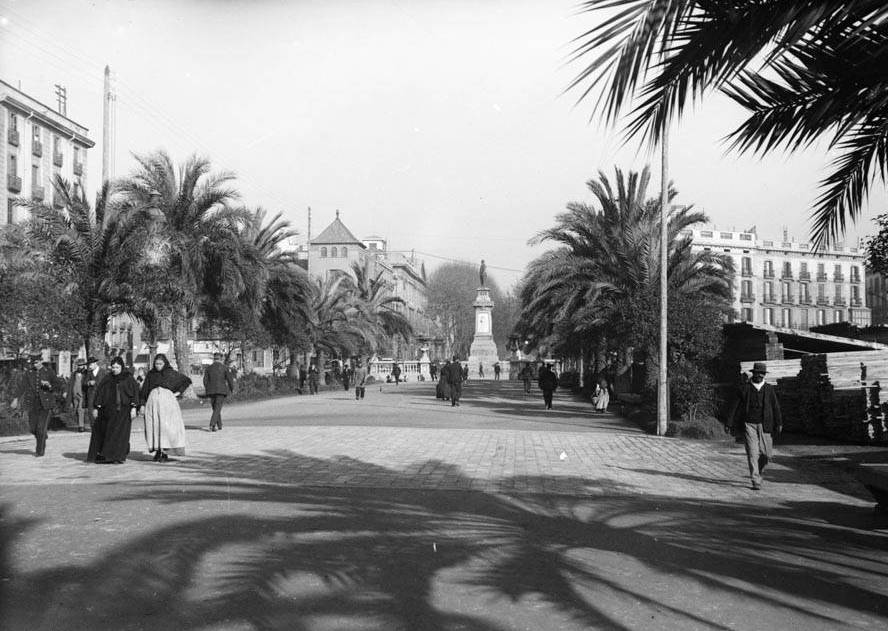
El Passeig de Colom entre 1888 i 1911

Després de l'enderrocament de la muralla de Mar entre el 1878 i el 1881, el terreny es va urbanitzar com a passeig i va ser inaugurat el 1888 amb motiu de l'Exposició Uninversal, per a la qual la ciutat patí un gran procés de reforma urbanística, impulsades per l'alcalde Rius i Taulet. En un extrem s'hi va alçar el Monument a Colom i a l'altre, el magnífic i efímer Hotel Internacional, obra de Lluís Domènech i Montaner. Tot el passeig estava enjardinat amb palmeres i envoltat d'una balustrada de pedra amb jardineres de foneria decorades amb dracs d'inspiració oriental, obra de l'arquitecte Antoni Rovira i Trias.
El progressiu augment del trànsit va fer que als anys 1960 ja no en quedés res de la zona per vianants, i el passeig era només una saturada via per al trànsit rodat. No es va recuperar com a passeig fins a les obres olímpiques.